# 红腰梅花雀
红腰梅花雀（学名：Brunhilda charmosyna），是梅花雀科Brunhilda属的一种，分布于索马里、肯尼亚、乌干达、苏丹和埃塞俄比亚。全球活动范围约为398,000平方千米。该物种的保护状况被评为无危。
红腰梅花雀的平均体重约为7.4克。栖息地包括干燥的稀树草原、耕地和亚热带或热带的（低地）干燥疏灌丛。